# Władcy Neapolu i Sycylii

## Hrabiowie Apulli i Kalabrii (1042–1059)

### Dynastia z Hauteville
| # | Imię                                             |  | Urodzony | Zmarł                      | Czas rządów | Rodzice                         |
| - | ------------------------------------------------ |  | -------- | -------------------------- | ----------- | ------------------------------- |
| 1 | Wilhelm Żelaznoręki Guglielmo I Braccio di Ferro |  | ok. 1005 | 1046                       | 1042–1046   | Tankred z Hauteville Muriel     |
| 2 | Drogo de Hauteville Drogone                      |  | ok. 1010 | 10 sierpnia 1051 Montoglio | 1046–1051   | Tankred z Hauteville Muriel     |
| 3 | Onufry Umfredo                                   |  | ok. 1010 | sierpień 1057              | 1051–1057   | Tankred z Hauteville Muriel     |
| 4 | Robert Guiscard Roberto il Guiscardo             |  | ok. 1015 | 15 lipca 1085 Kefalonia    | 1057–1059   | Tankred z Hauteville Fredesenda |

## Książęta Apulli i Kalabrii (1059–1130)

### Dynastia z Hauteville
| #  | Imię                                 |  | Urodzony        | Zmarł                   | Czas rządów | Rodzice                             |
| -- | ------------------------------------ |  | --------------- | ----------------------- | ----------- | ----------------------------------- |
| 4  | Robert Guiscard Roberto il Guiscardo |  | ok. 1015        | 15 lipca 1085 Kefalonia | 1059–1085   | Tankred z Hauteville Fredesenda     |
| 5  | Roger Trzos Ruggero Borsa            |  | 1061            | 22 lutego 1111          | 1085–1111   | Robert Guiscard Sikelgaita          |
| 6  | Wilhelm II Guglielmo II              |  | 1095            | lipiec 1127             | 1111–1127   | Roger Trzos Adelajda Flandryjska    |
| 7  | Roger II Ruggero II                  |  | 22 grudnia 1095 | 26 lutego 1154 Palermo  | 1127–1134   | Roger I Adelajda del Vasto          |
| 8  | Roger III Ruggero III                |  | 1118            | 2 maja 1148             | 1134–1148   | Roger II Elwira Kastylijska         |
| 9  | Wilhelm I Zły Guglielmo I il Malo    |  | 1122            | 7 maja 1166 Palermo     | 1148–1154   | Roger II Elwira Kastylijska         |
| 10 | Roger IV Ruggero IV                  |  | 1152            | 1161 Palermo            | 1154–1161   | Wilhelm I Zły Małgorzata z Nawarry  |
| 9  | Wilhelm I Zły Guglielmo I il Malo    |  | 1122            | 7 maja 1166 Palermo     | 1161–1166   | Roger II Elwira Kastylijska         |
| 11 | Boemund                              |  | 1181            | 1181                    | 1181        | Wilhelm II Dobry Joanna Plantagenet |
| 12 | Roger V Ruggero V                    |  | 1175            | 24 grudnia 1193         | 1189–1130   | Tankred z Lecce Sybilla z Acerry    |

## Hrabiowie Sycylii (1071–1130)

### Dynastia z Hauteville
| # | Imię                |  | Urodzony        | Zmarł                  | Czas rządów | Rodzice                         |
| - | ------------------- |  | --------------- | ---------------------- | ----------- | ------------------------------- |
| 1 | Roger I Ruggero I   |  | 1031            | 22 czerwca 1101 Mileto | 1071–1101   | Tankred z Hauteville Fredesenda |
| 2 | Szymon Simone       |  | 1093            | 28 września 1105       | 1101–1105   | Roger I Adelajda del Vasto      |
| 3 | Roger II Ruggero II |  | 22 grudnia 1095 | 26 lutego 1154 Palermo | 1105–1130   | Roger I Adelajda del Vasto      |

## Królestwo Sycylii(1130–1816)

### Dynastia z Hauteville
| # | Imię                                   |  | Urodzony         | Zmarł                     | Czas rządów | Rodzice                                |
| - | -------------------------------------- |  | ---------------- | ------------------------- | ----------- | -------------------------------------- |
| 3 | Roger II Ruggero II                    |  | 22 grudnia 1095  | 26 lutego 1154 Palermo    | 1130–1154   | Roger I Adelajda del Vasto             |
| 4 | Wilhelm I Zły Guglielmo I il Malo      |  | 1122             | 7 maja 1166 Palermo       | 1154–1166   | Roger II Elwira Kastylijska            |
| 5 | Wilhelm II Dobry Guglielmo II il Buono |  | 1153             | 11 listopada 1189 Palermo | 1166–1189   | Wilhelm I Zły Małgorzata z Nawarry     |
| 6 | Tankred z Lecce Tancredi di Lecce      |  | 1140 Lecce       | 20 lutego 1194 Palermo    | 1190–1194   | Roger III (książę Apulii) Emma z Lecce |
| 7 | Roger III Ruggero III                  |  | 1175             | 24 grudnia 1193           | 1192–1193   | Tankred z Lecce Sybilla z Acerry       |
| 8 | Wilhelm III Guglielmo III              |  | 1185             | 1198                      | 1194        | Tankred z Lecce Sybilla z Acerry       |
| 9 | Konstancja Constanza                   |  | 2 listopada 1154 | 27 listopada 1198 Palermo | 1194–1198   | Roger II Beatrycze z Rethel            |

### Hohenstaufowie
| #  | Imię                           |  | Urodzony                | Zmarł                             | Czas rządów               | Rodzice                                     |
| -- | ------------------------------ |  | ----------------------- | --------------------------------- | ------------------------- | ------------------------------------------- |
| 10 | Henryk I Enrico I              |  | listopad 1165 Nijmegen  | 28 września 1197 Mesyna           | 1194–1197                 | Fryderyk I Barbarossa Beatrycze Burgundzka  |
| 11 | Fryderyk I Federico I          |  | 26 grudnia 1194 Jesi    | 13 grudnia 1250 Castel Fiorentino | 1198–1250                 | Henryk VI Hohenstauf Konstancja Sycylijska  |
| 12 | Henryk II Enrico II            |  | 1211 Sycylia            | 12 lutego 1242 Martirano          | 1211–1242                 | Fryderyk II Hohenstauf Konstancja Aragońska |
| 14 | Konrad I Corrado               |  | 25 kwietnia 1228 Andria | 21 maja 1254 Lavello              | 1250–1254                 | Fryderyk II Hohenstauf Jolanta Jerozolimska |
| 14 | Konrad II (Konradyn) Corradino |  | 25 marca 1252 Wolfstein | 29 października 1268 Neapol       | 1254–1258/1268            | Konrad IV Hohenstauf Elżbieta Bawarska      |
| 15 | Manfred Manfredi               |  | ok. 1232                | 26 lutego 1266 Benewent           | 1258–1266, regent od 1254 | Fryderyk II Hohenstauf Bianca Lancia        |

### Andegawenowie
| #  | Imię            |  | Urodzony    | Zmarł                  | Czas rządów | Rodzice                            |
| -- | --------------- |  | ----------- | ---------------------- | ----------- | ---------------------------------- |
| 16 | Karol I Carlo I |  | marzec 1227 | 7 stycznia 1285 Foggia | 1266–1282   | Ludwik VIII Lew Blanka Kastylijska |

1282 – Nieszpory sycylijskie – oderwanie się Sycylii od reszty królestwa. Powstają dwa odrębne królestwa Sycylii. To na Półwyspie Apenińskim nazywane jest przez historiografię Królestwem Neapolu (zobacz niżej).

### Dynastia barcelońska
| #  | Imię                                         |  | Urodzony                  | Zmarł                                   | Czas rządów | Rodzice                                      |
| -- | -------------------------------------------- |  | ------------------------- | --------------------------------------- | ----------- | -------------------------------------------- |
| 17 | Piotr I Wielki Pietro I il grande            |  | 1239 Walencja             | 2 listopada 1285 Vilafranca del Penedes | 1282–1285   | Jakub I Zdobywca Jolanta Węgierska           |
| 18 | Jakub I Sprawiedliwy Giacomo I il giusto     |  | 10 sierpnia 1267 Walencja | 2 listopada 1327 Barcelona              | 1285–1296   | Piotr III Aragoński Konstancja Hohenstauf    |
| 19 | Fryderyk II Federico II                      |  | 13 grudnia 1272 Barcelona | 25 czerwca 1337 Paterno                 | 1296–1337   | Piotr III Aragoński Konstancja Hohenstauf    |
| 20 | Piotr II Pietro II                           |  | lipiec 1305 Calascibetta  | 15 sierpnia 1342 Calascibetta           | 1337–1342   | Fryderyk II Sycylijski Eleonora Andegaweńska |
| 21 | Ludwik I Dziecię Ludovico I il fanciullo     |  | 1337 Katania              | 16 października 1355 Acese              | 1342–1355   | Piotr II Sycylijski Elżbieta z Karyntii      |
| 22 | Fryderyk III Prosty Federico III il semplice |  | 1 września 1341 Katania   | 27 stycznia 1377 Mesyna                 | 1355–1377   | Piotr II Sycylijski Elżbieta z Karyntii      |
| 23 | Maria I                                      |  | ok. 1362 Paterno          | 26 maja 1402 Lentini                    | 1377–1401   | Fryderyk III Prosty Konstancja Aragońska     |
| 24 | Marcin I Młodszy Martino I il giovane        |  | 25 lipca 1374             | 25 lipca 1409 Cagliari                  | 1395–1409   | Marcin I Ludzki Maria de Luna                |
| 25 | Marcin II Ludzki Martino II l’umano          |  | 1356 Perpignan            | 31 maja 1410 Barcelona                  | 1409–1410   | Piotr IV Aragoński Eleonora Sycylijska       |

### Trastámara
| #  | Imię                                              |  | Urodzony                           | Zmarł                        | Czas rządów | Rodzice                                       |
| -- | ------------------------------------------------- |  | ---------------------------------- | ---------------------------- | ----------- | --------------------------------------------- |
| 26 | Ferdynand I Ferdinando I                          |  | 27 listopada 1380 Medina del Campo | 2 kwietnia 1416 Igualada     | 1412–1416   | Jan I Kastylijski Eleonora Aragońska          |
| 27 | Alfons I Wspaniały Alfonso I il Magnanimo         |  | 1396 Medina del Campo              | 27 czerwca 1458 Neapol       | 1416–1458   | Ferdynand I Aragoński Eleonora de Albuquerque |
| 28 | Jan I Giovanni I                                  |  | 29 czerwca 1397 Medina del Campo   | 20 stycznia 1479 Barcelona   | 1458–1479   | Ferdynand I Aragoński Eleonora de Albuquerque |
| 29 | Ferdynand II Katolicki Ferdinando II il Cattolico |  | 10 marca 1452 Sos                  | 23 czerwca 1516 Madrigalejo  | 1479–1516   | Jan II Aragoński Juana Enriquez               |
| 30 | Joanna I Szalona Giovanna I                       |  | 6 listopada 1479 Toledo            | 12 kwietnia 1555 Tordesillas | 1516–1555   | Ferdynand II Katolicki Izabela I Katolicka    |

### Habsburgowie
| #  | Imię                      |  | Urodzony                   | Zmarł                     | Czas rządów | Rodzice                                   |
| -- | ------------------------- |  | -------------------------- | ------------------------- | ----------- | ----------------------------------------- |
| 31 | Karol I/II Carlo I/II     |  | 24 lutego 1500 Gent        | 21 września 1558 Yuste    | 1516–1556   | Filip I Piękny Joanna Szalona             |
| 32 | Filip I Filippo I         |  | 21 maja 1527 Valladolid    | 13 września 1598 Escorial | 1556–1598   | Karol I Habsburg Izabela Portugalska      |
| 33 | Filip II Filippo II       |  | 14 kwietnia 1578 Madryt    | 31 marca 1621 Madryt      | 1598–1621   | Filip II Habsburg Anna Habsburg           |
| 34 | Filip III Filippo III     |  | 8 kwietnia 1605 Valladolid | 17 września 1665 Madryt   | 1621–1665   | Filip III Habsburg Małgorzata Austriaczka |
| 35 | Karol II/III Carlo II/III |  | 6 listopada 1661 Madryt    | 1 listopada 1700 Madryt   | 1665–1700   | Filip IV Habsburg Marianna Habsburg       |

### Burbonowie
| #  | Imię                |  | Urodzony               | Zmarł               | Czas rządów | Rodzice                           |
| -- | ------------------- |  | ---------------------- | ------------------- | ----------- | --------------------------------- |
| 36 | Filip IV Filippo IV |  | 19 grudnia 1683 Wersal | 9 lipca 1746 Madryt | 1700–1713   | Ludwik Burbon Maria Anna Bawarska |

### Dynastia sabaudzka
| #  | Imię                                  |  | Urodzony           | Zmarł                           | Czas rządów | Rodzice                                                  |
| -- | ------------------------------------- |  | ------------------ | ------------------------------- | ----------- | -------------------------------------------------------- |
| 37 | Wiktor Amadeusz II Vittorio Amedeo II |  | 14 maja 1666 Turyn | 31 października 1732 Moncalieri | 1713–1720   | Karol Emanuel II Maria Joanna Baptista de Savoie-Nemours |

### Habsburgowie
| #  | Imię                |  | Urodzony                   | Zmarł                       | Czas rządów | Rodzice                                                 |
| -- | ------------------- |  | -------------------------- | --------------------------- | ----------- | ------------------------------------------------------- |
| 38 | Karol III Carlo III |  | 1 października 1685 Wiedeń | 20 października 1740 Wiedeń | 1720–1735   | Leopold I Habsburg Eleonora Magdalena von Pfalz-Neuburg |

### Burbonowie
| #  | Imię                         |  | Urodzony                | Zmarł                  | Czas rządów | Rodzice                                  |
| -- | ---------------------------- |  | ----------------------- | ---------------------- | ----------- | ---------------------------------------- |
| 39 | Karol IV Carlo IV            |  | 20 stycznia 1716 Madryt | 14 grudnia 1788 Madryt | 1735–1759   | Filip V Burbon Elżbieta Farnese          |
| 40 | Ferdynand III Ferdinando III |  | 12 stycznia 1751 Neapol | 4 stycznia 1825 Neapol | 1759–1825   | Karol III Hiszpański Maria Amalia Wettyn |

1816 – zjednoczenie Sycyli i Neapolu. Powstaje Królestwo Obojga Sycylii.

## Królestwo Neapolu(1282–1816)

### Andegawenowie
| # | Imię                               |  | Urodzony      | Zmarł                    | Czas rządów                   | Rodzice                                                   |
| - | ---------------------------------- |  | ------------- | ------------------------ | ----------------------------- | --------------------------------------------------------- |
| 1 | Karol I Carlo I                    |  | marzec 1227   | 7 stycznia 1285 Foggia   | 1282–1285                     | Ludwik VIII Lew Blanka Kastylijska                        |
|   | Robert d’Artois                    |  | wrzesień 1250 | 11 lipca 1302            | regent 1285–1289              | Robert I d’Artois Matylda Brabancka                       |
| 2 | Karol II Kulawy Carlo II lo Zoppo  |  | 1254          | 5 maja 1309 Neapol       | 1285–1309 (w niewoli do 1288) | Karol I Andegaweński Beatrycze z Prowansji                |
| 3 | Robert I Mądry Roberto I il saggio |  | 1277          | 20 stycznia 1343 Neapol  | 1309–1343                     | Karol II Andegaweński Maria Węgierska                     |
| 4 | Joanna I Giovanna I                |  | 1328 Neapol   | 12 maja 1382 San Fele    | 1343–1381                     | Karol Andegaweński (książę Kalabrii) Katarzyna Austriacka |
| 5 | Karol III z Durazzo Carlo III      |  | 1345 Neapol   | 24 lutego 1386 Wyszehrad | 1381–1386                     | Ludwik z Durazzo Małgorzata Sanseverino                   |

### Walezjusze andegaweńscy
| 5a | Ludwik I  |  | 23 lipca 1339 Vincennes | 20 września 1384 Bari   | tytularny 1382–1384                            | Jan II Dobry Bonna Luksemburska      |
| 5b | Ludwik II |  | 5 października 1377     | 29 kwietnia 1417 Angers | tytularny 1384–1417, faktyczne rządy 1390–1399 | Ludwik I Andegaweński Maria de Guise |

### Andegawenowie
| 6 | Władysław I Ladislao I |  | 11 lutego 1377 Neapol | 6 sierpnia 1414 Neapol | 1386–1414, (wygnany 1390–1399) | Karol III z Durazzo Małgorzata z Durazzo |
| 7 | Joanna II Giovanna II  |  | 23 czerwca 1373 Zadar | 2 lutego 1435 Neapol   | 1414–1435                      | Karol III z Durazzo Małgorzata z Durazzo |

### Walezjusze andegaweńscy
| 7a | Ludwik III                 |  | 25 września 1403        | 12 listopada 1434 Cosenzio    | tytularny 1417–1426 ks. Kalabrii 1426–1434 | Ludwik II Andegaweński Jolanta Aragońska |
| 8  | Rene Dobry Renato il Buono |  | 16 stycznia 1409 Angers | 10 lipca 1480 Aix-en-Provence | 1435–1442                                  | Ludwik II Andegaweński Jolanta Aragońska |

### Trastámara
| #  | Imię                                      |  | Urodzony                | Zmarł                   | Czas rządów | Rodzice                                       |
| -- | ----------------------------------------- |  | ----------------------- | ----------------------- | ----------- | --------------------------------------------- |
| 9  | Alfons I Wspaniały Alfonso I il Magnanimo |  | 1396 Medina del Campo   | 27 czerwca 1458 Neapol  | 1442–1458   | Ferdynand I Aragoński Eleonora de Albuquerque |
| 10 | Ferdynand I Ferdinando I                  |  | 2 czerwca 1423          | 25 stycznia 1494 Neapol | 1458–1494   | Alfons V Aragoński Giraldona Carlino          |
| 11 | Alfons II Alfonso I                       |  | 4 listopada 1448 Neapol | 18 grudnia 1495 Mesyna  | 1494–1495   | Ferdynand I (król Neapolu) Izabela z Tarentu  |

### Walezjusze
| #  | Imię       |  | Urodzony            | Zmarł           | Czas rządów | Rodzice                      |
| -- | ---------- |  | ------------------- | --------------- | ----------- | ---------------------------- |
| 12 | Karol VIII |  | ur. 30 czerwca 1470 | 7 kwietnia 1498 | 1495        | Ludwik XI Karolina Sabaudzka |

### Trastámara
| #  | Imię                       |  | Urodzony                | Zmarł                  | Czas rządów | Rodzice                                        |
| -- | -------------------------- |  | ----------------------- | ---------------------- | ----------- | ---------------------------------------------- |
| 13 | Ferdynand II Ferdinando II |  | 26 sierpnia 1469 Neapol | 7 września 1496 Neapol | 1495–1496   | Alfons II (król Neapolu) Ippolita Maria Sforza |
| 14 | Fryderyk IV Federico IV    |  | 19 kwietnia 1452 Neapol | 9 listopada 1504 Tours | 1496–1501   | Ferdynand I (król Neapolu) Izabela z Tarentu   |

### Walezjusze
| #  | Imię       |  | Urodzony        | Zmarł           | Czas rządów | Rodzice                         |
| -- | ---------- |  | --------------- | --------------- | ----------- | ------------------------------- |
| 15 | Ludwik XII |  | 27 czerwca 1462 | 1 stycznia 1515 | 1501–1504   | Karol Orleański Maria kliwijska |

### Trastámara
| #  | Imię                                                |  | Urodzony                | Zmarł                        | Czas rządów | Rodzice                                    |
| -- | --------------------------------------------------- |  | ----------------------- | ---------------------------- | ----------- | ------------------------------------------ |
| 16 | Ferdynand III Katolicki Ferdinando III il Cattolico |  | 10 marca 1452 Sos       | 23 czerwca 1516 Madrigalejo  | 1504–1516   | Jan II Aragoński Juana Enriquez            |
| 17 | Joanna III Szalona Giovanna III                     |  | 6 listopada 1479 Toledo | 12 kwietnia 1555 Tordesillas | 1516–1555   | Ferdynand II Katolicki Izabela I Katolicka |

### Habsburgowie
| #  | Imię                  |  | Urodzony                   | Zmarł                     | Czas rządów | Rodzice                                   |
| -- | --------------------- |  | -------------------------- | ------------------------- | ----------- | ----------------------------------------- |
| 18 | Karol IV Carlo IV     |  | 24 lutego 1500 Gent        | 21 września 1558 Yuste    | 1516–1556   | Filip I Piękny Joanna Szalona             |
| 19 | Filip I Filippo I     |  | 21 maja 1527 Valladolid    | 13 września 1598 Escorial | 1556–1598   | Karol I Habsburg Izabela Portugalska      |
| 20 | Filip II Filippo II   |  | 14 kwietnia 1578 Madryt    | 31 marca 1621 Madryt      | 1598–1621   | Filip II Habsburg Anna Habsburg           |
| 21 | Filip III Filippo III |  | 8 kwietnia 1605 Valladolid | 17 września 1665 Madryt   | 1621–1665   | Filip III Habsburg Małgorzata Austriaczka |
| 22 | Karol V Carlo V       |  | 6 listopada 1661 Madryt    | 1 listopada 1700 Madryt   | 1665–1700   | Filip IV Habsburg Marianna Habsburg       |

### Burbonowie
| #  | Imię                |  | Urodzony               | Zmarł               | Czas rządów | Rodzice                           |
| -- | ------------------- |  | ---------------------- | ------------------- | ----------- | --------------------------------- |
| 23 | Filip IV Filippo IV |  | 19 grudnia 1683 Wersal | 9 lipca 1746 Madryt | 1700–1713   | Ludwik Burbon Maria Anna Bawarska |

### Habsburgowie
| #  | Imię              |  | Urodzony                   | Zmarł                       | Czas rządów | Rodzice                                                 |
| -- | ----------------- |  | -------------------------- | --------------------------- | ----------- | ------------------------------------------------------- |
| 24 | Karol VI Carlo VI |  | 1 października 1685 Wiedeń | 20 października 1740 Wiedeń | 1713–1735   | Leopold I Habsburg Eleonora Magdalena von Pfalz-Neuburg |

### Burbonowie
| #  | Imię                      |  | Urodzony                | Zmarł                  | Czas rządów | Rodzice                                  |
| -- | ------------------------- |  | ----------------------- | ---------------------- | ----------- | ---------------------------------------- |
| 25 | Karol VII Carlo VII       |  | 20 stycznia 1716 Madryt | 14 grudnia 1788 Madryt | 1735–1759   | Filip V Burbon Elżbieta Farnese          |
| 26 | Ferdynand IV Ferdinand IV |  | 12 stycznia 1751 Neapol | 4 stycznia 1825 Neapol | 1759–1806   | Karol III Hiszpański Maria Amalia Wettyn |

### Ród Bonapartów
| #  | Imię                       |  | Urodzony              | Zmarł                   | Czas rządów | Rodzice                                 |
| -- | -------------------------- |  | --------------------- | ----------------------- | ----------- | --------------------------------------- |
| 27 | Józef I Giuseppe Bonaparte |  | 7 stycznia 1768 Corte | 28 lipca 1844 Florencja | 1806–1808   | Carlo Maria Buonaparte Letycja Ramolino |

### Ród Muratów
| #  | Imię                           |  | Urodzony                           | Zmarł                      | Czas rządów | Rodzice                             |
| -- | ------------------------------ |  | ---------------------------------- | -------------------------- | ----------- | ----------------------------------- |
| 28 | Joachim Murat Gioacchino Murat |  | 25 marca 1767 Labastide-Fortunière | 13 października 1815 Pizzo | 1808–1815   | Pierre Murat-Jordy Jeanne Loubieres |

### Burbonowie
| #  | Imię                       |  | Urodzony                | Zmarł                  | Czas rządów | Rodzice                                  |
| -- | -------------------------- |  | ----------------------- | ---------------------- | ----------- | ---------------------------------------- |
| 29 | Ferdynand IV Ferdinando IV |  | 12 stycznia 1751 Neapol | 4 stycznia 1825 Neapol | 1815–1816   | Karol III Hiszpański Maria Amalia Wettyn |

1816 – zjednoczenie Sycyli i Neapolu. Powstaje Królestwo Obojga Sycylii.

## Królestwo Obojga Sycylii(1816–1860)

### Burbonowie
| # | Imię                       |  | Urodzony                 | Zmarł                   | Czas rządów | Rodzice                                      |
| - | -------------------------- |  | ------------------------ | ----------------------- | ----------- | -------------------------------------------- |
| 1 | Ferdynand I Ferdinando I   |  | 12 stycznia 1751 Neapol  | 4 stycznia 1825 Neapol  | 1816–1825   | Karol III Hiszpański Maria Amalia Wettyn     |
| 2 | Franciszek I Francesco I   |  | 14 sierpnia 1777 Neapol  | 8 listopada 1830 Neapol | 1825–1830   | Ferdynand I Burbon Maria Karolina Habsburg   |
| 3 | Ferdynand II Ferdinando II |  | 12 stycznia 1810 Palermo | 22 maja 1859 Caserta    | 1830–1859   | Franciszek I Burbon Maria Izabela Burbon     |
| 4 | Franciszek II Francesco II |  | 16 stycznia 1836 Neapol  | 27 grudnia 1894 Arco    | 1859–1861   | Ferdynand II Burbon Maria Krystyna Sabaudzka |